# Angelo Celsi
Angelo Celsi (né le 21 septembre 1600 à Rome et mort le 6 novembre 1671 à Rome) est un cardinal italien du XVIIe siècle.

## Biographie
Angelo Celsi exerce des fonctions au sein de la curie romaine, notamment comme référendaire au tribunal suprême de la Signature apostolique, secrétaire du collège des cardinaux, auditeur à la rote romaine et conseiller à l'Inquisition.
Le pape Alexandre VII le crée cardinal lors du consistoire du 14 janvier 1664. Il est préfet de la Congrégation du Concile.

### Sources
- Fiche du cardinal sur le site fiu.edu